# Bogdanivka (Raión de Bolhrad)
Bogdanivka  (ucraniano: Богданівка) es un pueblo del Raión de Bolhrad en el Óblast de Odesa de Ucrania. Según el censo de 2001, tiene una población de 471 habitantes.